# Ozoplaning with the Wizard of Oz
Ozoplaning with the Wizard of Oz (1939) é o trigésimo-terceiro livro sobre a terra de Oz criada por L. Frank Baum e o décimo-nono (e último) escrito por Ruth Plumly Thompson. Foi ilustrado por John R. Neill.
A frase "The Wizard of Oz" foi incluída no título para coincidir com o lançamento do filme da MGM The Wizard of Oz o qual foi lançado no mesmo ano da publicação do livro. Como tal, o foco da história está nos personagens que apareceram no primeiro livro, os quais se reúnem numa festa no início do romance. Thompson concentra o livro fortemente no personagem Jellia Jamb, apesar desta não ter sido nominada no primeiro livro e nem aparecer explicitamente no filme.